# Phlox paniculata
Phlox paniculata es una especie de angiosperma de la familia Polemoniaceae. Es originaria de partes del este y centro de los Estados Unidos. Está extensamente cultivada en regiones templadas como planta ornamental y se ha establecido en la naturaleza en lugares dispersos en otras regiones. Entre sus nombres comunes están phlox de otoño, phlox de jardín, phlox perenne, phlox de verano y phlox paniculado.

## Descripción
Phlox paniculata es una planta herbácea perenne que crece hasta 120 cm de alto por 100 cm ancho, con hojas opuestas y simples en tallos verdes esbeltos. Las flores tienen un diámetro de 1,5 a 2,5 cm, a menudo son muy fragantes y nacen desde el verano hasta otoño. Las flores están agrupadas en panículas (con muchos tallos ramificados), por eso el nombre paniculata. Los colores típicos de las flores en las poblaciones silvestres son el rosa o el violeta (raramente el blanco).

## Distribución y hábitat
Phlox paniculata es originaria de zonas del centro y este de los Estados Unidos. Ocurre como una especie introducida en otras partes de los Estados Unidos, Canadá, Europa y Asia. En la región de Chicago es cuestionablemente nativo, o las poblaciones nativas pueden haber sido destruidas: «las poblaciones en nuestra área parecen ser fugas de jardines a bosques cercanos y terrenos baldíos, que sin duda representa todas las colecciones desde 1945».
En su área de distribución natural, crece a lo largo de riberas y en áreas boscosas húmedas.

## Cultivo
Phlox paniculata se cultiva principalmente por sus vistosas flores fragantes en pleno verano. Requiere un lugar protegido con pleno sol o sombra parcial, en suelo fértil y húmedo. Las plantas pueden propagarse por división o esquejes de raíces en otoño, o por esquejes basales en primavera.
Las plantas son excelentes flores cortadas. En áreas cálidas y secas son sensibles al oídio y los tallos afectados deben eliminarse de inmediato.

### Cultivares

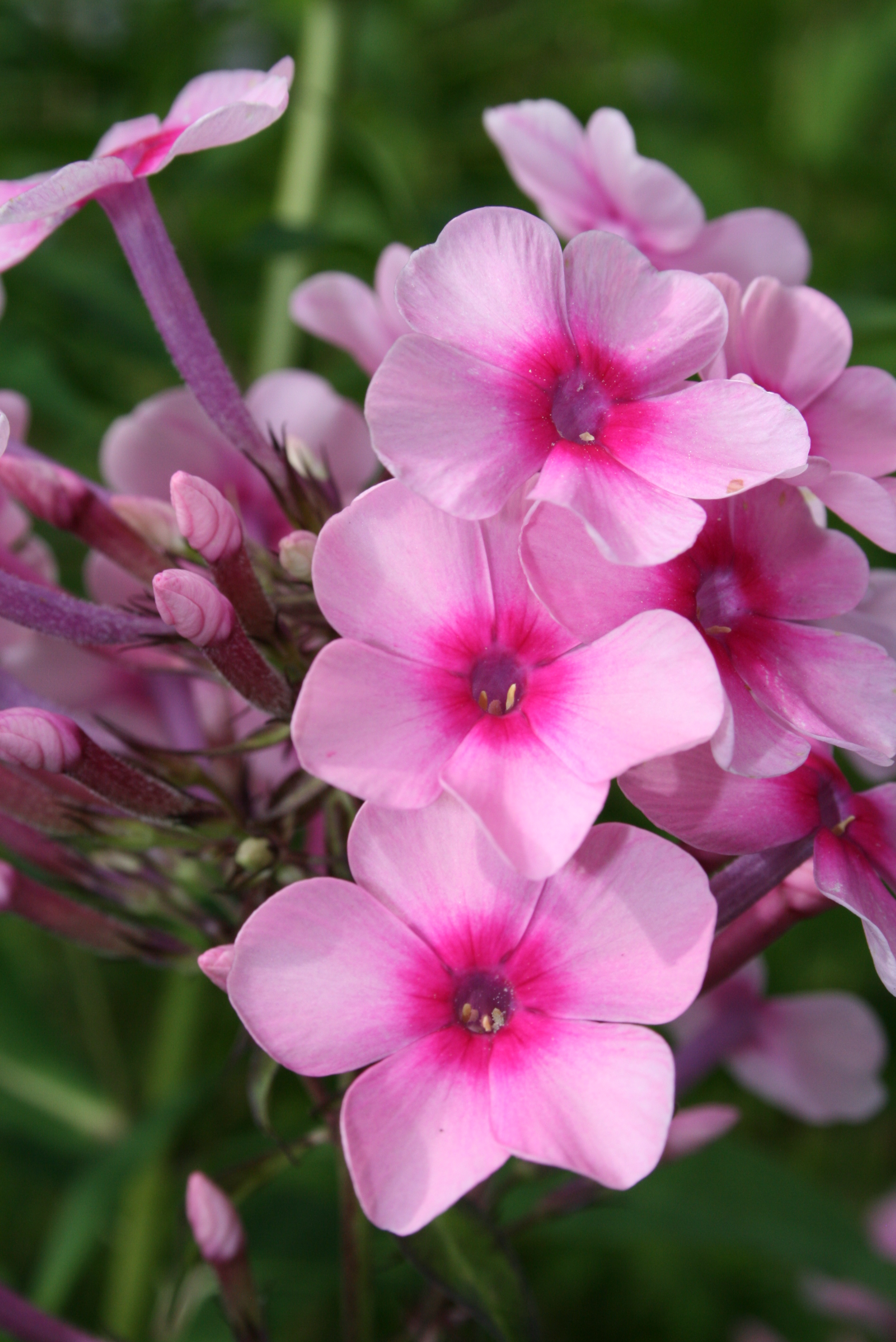
Phlox paniculata 'Miss Pepper'

Muchos cultivares han sido desarrollados para uso en el jardín. Los siguientes han obtenido el premio de la Real Sociedad de Horticultura al Mérito de Jardín.

## Usos
La planta se ha utilizado con fines medicinales, y el extracto de hoja sirve como laxante y para tratar los forúnculos.